# Estação Abernéssia
A Estação Abernéssia é uma estação que atende aos trens turísticos da Estrada de Ferro Campos do Jordão (EFCJ). Foi originalmente inaugurada em 1919, sendo reconstruída em 1975.
Localiza-se no município de Campos do Jordão, no bairro de Vila Abernéssia.

## História
A estação foi inaugurada em 1919, servindo como novo terminal da linha, que, até então, terminava na Parada Sanatórios. Era um simples prédio de madeira, que foi ampliado nos anos 1920, provavelmente com a eletrificação da ferrovia. Na década de 1940, foi renomeada para Campos do Jordão, e, com o tempo, foi perdendo importância, com o desenvolvimento do terminal no bairro de Capivari. Seu prédio foi reconstruído em 1975, na arquitetura alpina, a estação novamente sendo chamada pelo nome do bairro.
Ficou sem uso por mais de 20 anos, quando, em 2014, passou a ser uma parada do trem da serra, vindo da Estação Pindamonhangaba-Turística, servindo também para venda de passagens e embarque nos bondes turísticos. Para tal uso, seu interior foi reformado, com a instalação de um sistema informatizado de venda de passagens e fechamento da plataforma.
Com a suspensão de tráfego na região da Serra da Mantiqueira para obras na via, passou a receber somente os bondes turísticos da estrada de ferro.